# Forever (album Złych Psów)
Forever – debiutancki album polskiej grupy muzycznej Złe Psy, wydany został 2002 roku nakładem Metal Mind Productions.

## Lista utworów
Źródło.
1. „Zły pies” – 2:47
2. „Podałbym ci ale...” – 3:12
3. „Daj i nie uciekaj” – 2:34
4. „Deszcz z jednej łzy” – 3:12
5. „Dziad” – 3:27
6. „Księżycowa” – 3:26
7. „Ciesz się kobieto” – 3:25
8. „Szampan” – 4:01
9. „Czemu ludzie się kochają” – 3:52
10. „Motocykl” – 3:37
11. „Krew się leje” – 2:33
12. „Pitbull” – 1:48
13. „Blue Grass” – 2:18

## Twórcy
Źródło.
| - Andrzej Nowak – gitara prowadząca, śpiew, muzyka, słowa, produkcja, zdjęcia - Filip Guntzel – gitara basowa - Rafał Rogulski – gitara rytmiczna - Dariusz Świechowski – perkusja - Sebastian Binder – realizacja nagrań, miksowanie, mastering |